# Justinus Darmojuwono
Justinus Darmojuwono (Godean, 2 novembre 1914 – Semarang, 3 febbraio 1994) è stato un cardinale e arcivescovo cattolico indonesiano.
Fu nominato cardinale della Chiesa cattolica da papa Paolo VI.

## Biografia
Nacque a Godean il 2 novembre 1914 in una famiglia di religione musulmana. Nel 1932 si convertì al cattolicesimo.
Il 30 settembre 1935 entrò in seminario, nonostante l'iniziale contrarietà del padre.
Il 25 maggio 1947 venne ordinato presbitero dal vescovo Albert Soegijapranata.
Papa Paolo VI lo elevò al rango di cardinale nel concistoro del 26 giugno 1967, divenendo il primo indonesiano a ricevere la porpora.
Morì il 3 febbraio 1994 all'età di 79 anni.

## Genealogia episcopale e successione apostolica
La genealogia episcopale è:
- Cardinale Scipione Rebiba
- Cardinale Giulio Antonio Santori
- Cardinale Girolamo Bernerio, O.P.
- Arcivescovo Galeazzo Sanvitale
- Cardinale Ludovico Ludovisi
- Cardinale Luigi Caetani
- Cardinale Ulderico Carpegna
- Cardinale Paluzzo Paluzzi Altieri degli Albertoni
- Papa Benedetto XIII
- Papa Benedetto XIV
- Papa Clemente XIII
- Cardinale Bernardino Giraud
- Cardinale Alessandro Mattei
- Cardinale Pietro Francesco Galleffi
- Cardinale Giacomo Filippo Fransoni
- Cardinale Carlo Sacconi
- Cardinale Edward Henry Howard
- Cardinale Mariano Rampolla del Tindaro
- Cardinale Rafael Merry del Val
- Cardinale Raffaele Scapinelli di Leguigno
- Cardinale Friedrich Gustav Piffl
- Vescovo Michael Memelauer
- Cardinale Franz König
- Arcivescovo Ottavio De Liva
- Cardinale Justinus Darmojuwono

La successione apostolica è:
- Arcivescovo Leo Soekoto, S.I. (1970)
- Vescovo Herman Ferdinandus Maria Münninghoff, O.F.M. (1972)
- Vescovo Francis Xavier Sudartanta Hadisumarta, O. Carm. (1973)
- Vescovo Paschalis Soedita Hardjasoemarta, M.S.C. (1974)
- Vescovo Ignatius Harsono (1975)
- Arcivescovo Alfred Gonti Pius Datubara, O.F.M.Cap. (1975)
- Vescovo Andreas Henrisusanta, S.C.I. (1976)
- Arcivescovo Hieronymus Herculanus Bumbun, O.F.M.Cap. (1976)
- Vescovo Isak Doera (1977)
- Vescovo Blasius Pujoraharja (1979)
- Vescovo Aloysius Josef G. Dibjokarjono (1982)
- Cardinale Julius Riyadi Darmaatmadja, S.I. (1983)
- Vescovo Alexander Soetandio Djajasiswaja (1984)